# سیارک ۶۵۷۷۵
سیارک ۶۵۷۷۵ (به انگلیسی: 65775 Reikotosa، نامگذاری:1995SO2) شصت و پنج هزار و هفتصد و هفتاد و پنجمین سیارک کشف شده‌است که در ۱۸ سپتامبر ۱۹۹۵ کشف شد.